# Isla Esmeralda (ö i Región de Magallanes y de la Antártica Chilena)
Isla Esmeralda är en ö i Chile.   Den ligger i regionen Región de Magallanes y de la Antártica Chilena, i den södra delen av landet, 1 800 km söder om huvudstaden Santiago de Chile. Arean är 515 kvadratkilometer.
Terrängen på Isla Esmeralda är kuperad. Öns högsta punkt är 921 meter över havet. Den sträcker sig 31,8 kilometer i nord-sydlig riktning, och 35,8 kilometer i öst-västlig riktning.
I omgivningarna runt Isla Esmeralda växer i huvudsak blandskog. Trakten runt Isla Esmeralda är nära nog obefolkad, med mindre än två invånare per kvadratkilometer.